# Doris Day
Doris Day, artiestennaam van Doris Mary Ann Kappelhoff (Cincinnati, 3 april 1922 – Carmel Valley Village, 13 mei 2019), was een Amerikaanse zangeres en actrice. 

## Levensloop
Doris Day was de dochter van William Joseph Kappelhoff, een muziekleraar, en Alma Sophia Kappelhoff, geboren Welz, allebei kinderen van Duitse immigranten. Zij speelde in 39 speelfilms en had in Amerika het imago van 'buurmeisje' (girl next door).
Doris Day heeft haar grote populariteit te danken aan haar rollen in musicals en romantische komedies:
- Pajama Game (1957)
- Pillow Talk (1959)
- The Thrill of It All (1963)
- Send Me No Flowers (1964)
- Do Not Disturb (1965)

Ook verwierf ze bekendheid met een aantal succesvolle filmliedjes:
- It's Magic – uit Romance on the High Seas (1948)
- When I Fall in Love – uit One Minute to Zero (1952)
- Secret Love – uit Calamity Jane (1953)
- Que sera, sera (Whatever Will Be, Will Be) – uit Alfred Hitchcocks The Man Who Knew Too Much (1956)
- Move Over, Darling – uit Move Over, Darling (1963)

In 1975 verschenen haar memoires onder de titel Doris Day: Her Own Story.
Van 1968 tot 1973 speelde ze in de televisieserie The Doris Day Show, die in de jaren zeventig ook in Nederland op het scherm kwam. In 1985/1986 kwam ze terug op de buis in een praatprogramma over het wel en wee van dieren, Doris Day's Best Friends. Day ontving daarin gasten/vrienden uit Hollywood, evenals dierenspecialisten en (huis)dieren.
In 2011 stond Doris Day weer midden in de belangstelling omdat ze de cd My Heart uitbracht. Ze was daarmee de oudste artiest ooit die de Britse top tien haalde. Een deel van de liedjes voor My Heart is geschreven en geproduceerd door haar in 2004 overleden zoon Terry Melcher (geboren Terry Jorden). In 2014 kwam Doris Day na ruim twintig jaar voor het eerst weer in de publiciteit met nieuwe foto's.
Ze overleed op 13 mei 2019 ten gevolge van een longontsteking op 97-jarige leeftijd. Zij wilde geen herdenking, uitvaart en geen grafsteen.

## Huwelijken
Day was vier keer getrouwd. Ze trouwde eerst met Al Jorden, een trombonist. Met Jorden kreeg ze haar enig kind, Terrence Paul Jorden. Day en Jorden trouwden in 1941 en scheidden nog geen twee jaar later. Haar tweede huwelijk was met George William Weidler, een saxofonist en de broer van actrice Virginia Weidler. Haar tweede echtgenoot maakte dat ze zich aansloot bij een sekte. Hun huwelijk duurde van maart 1946 tot mei 1949.
Haar derde huwelijk, met Martin Melcher, duurde van 1951 tot Martins dood in 1968. Melcher adopteerde de zoon van Day uit haar eerste huwelijk, die onder de naam Terry Melcher een bekende producer zou worden. Haar vierde huwelijk was met Barry Comden en duurde van april 1976 tot april 1982. Comden was de chef van een restaurant waar Day vaak kwam, en won haar hart door haar vleesresten mee te geven voor haar hond.

## Geboortedatumcontroverse
Rond de geboortedatum van Doris Day was een controverse. Zelf beweerde ze lange tijd dat ze in 1924 geboren is. Volgens gegevens uit de Amerikaanse census van 1940 zou ze echter in 1922 geboren zijn. Biograaf David Kaufman ging in het boek Doris Day: The Untold Story of the Girl Next Door ook uit van 1922. In 2014 vierde Doris Day echter haar 90e verjaardag.
Kort voor haar verjaardag in 2017 werd bekendgemaakt dat ze niet 93 maar 95 jaar oud werd. Dit bleek uit haar geboortecertificaat, dat in handen was van persbureau Associated Press. Day verklaarde hierbij dat ze niet op de hoogte was dat haar geboortejaar 1922 is en niet 1924.

## Onderscheidingen

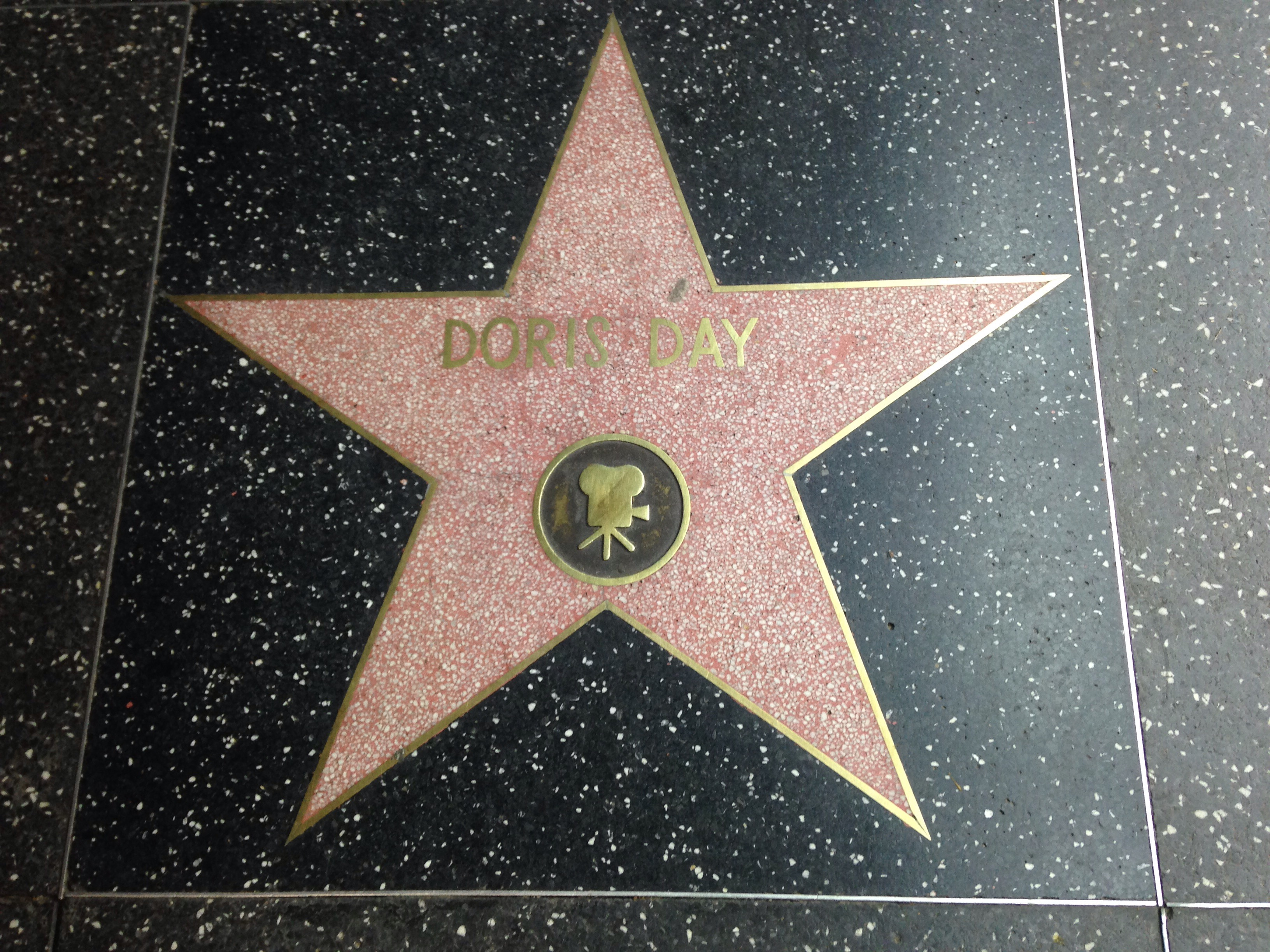
Ster Hollywood Walk of Fame

Zij ontving veel onderscheidingen: in 2004 kreeg zij de Presidential Medal of Freedom. Ze was niet bij de ceremonie aanwezig in verband met haar vliegangst.
In 1989 won zij een Golden Globe, uitgereikt door buurman Clint Eastwood in Carmel Valley Village.
In 2008 ontving ze de Grammy Lifetime Achievement Award.
Zij heeft twee sterren op de Hollywood Walk of Fame, een voor haar filmwerk en een voor haar muziekcarrière.

## Filmografie

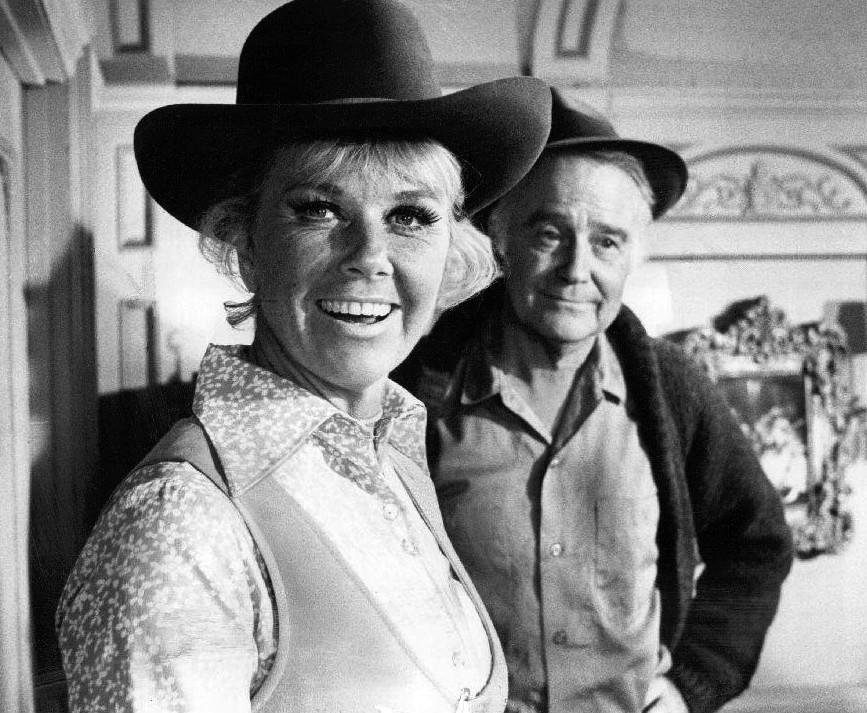
Doris Day in haar eigen Doris Day Show (1970)

## Discografie

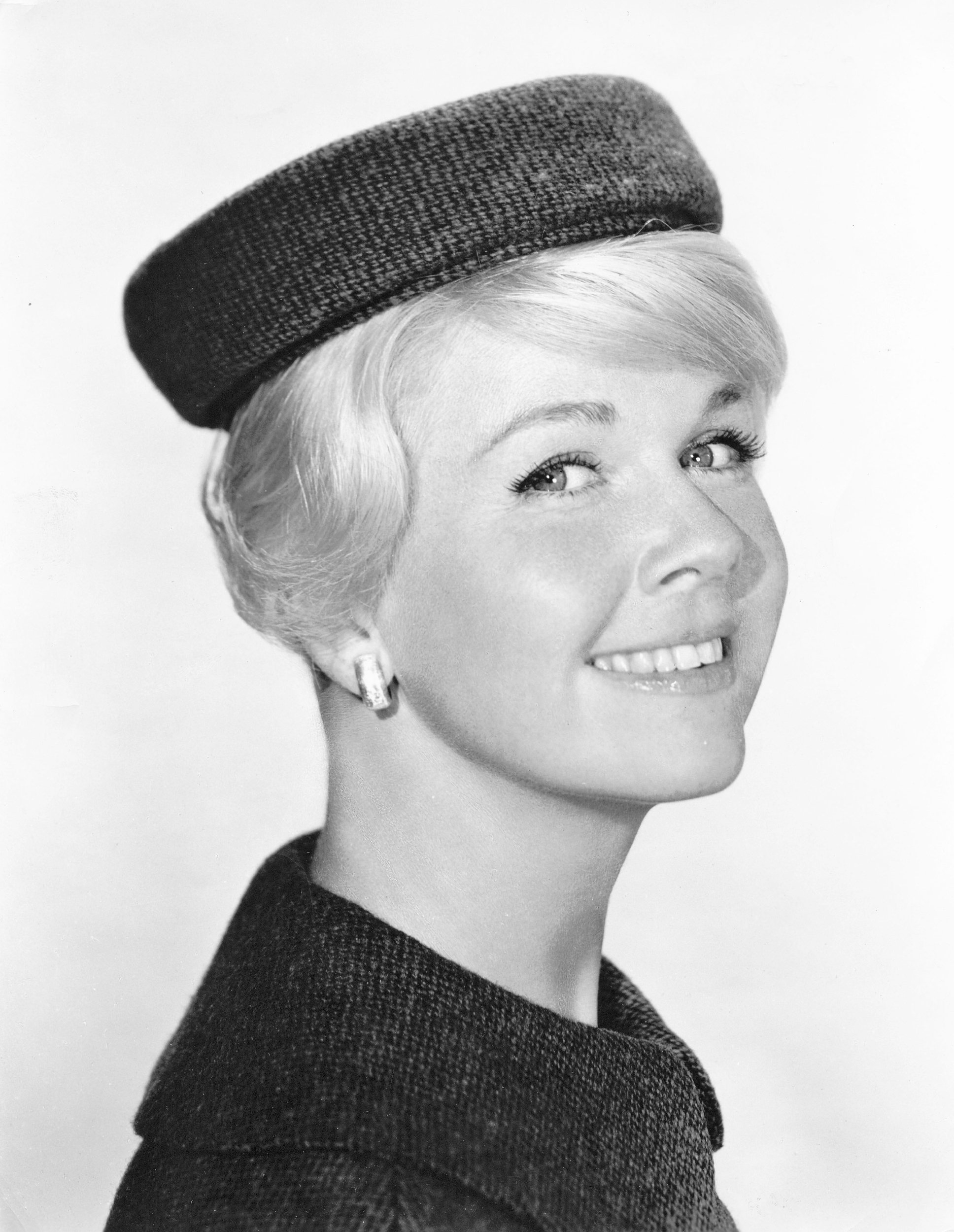
Doris Day

### Albums
| Album met eventuele hitnotering(en) in de Nederlandse Album Top 100 | Datum van verschijnen | Datum van binnenkomst | Hoogste positie | Aantal weken | Opmerkingen |
| ------------------------------------------------------------------- | --------------------- | --------------------- | --------------- | ------------ | ----------- |
| My Heart                                                            | 02-09-2011            | 17-09-2011            | 86              | 1            |             |

- You're My Thrill (1949)
- Young Man with a Horn (1950, soundtrack met Harry James)
- Tea for Two (1950, soundtrack)
- Lullaby of Broadway (1951, soundtrack)
- Moonlight Bay (1951, soundtrack)
- I'll See You in My Dreams (1951, soundtrack)
- By the Light of the Silvery Moon (1953, soundtrack)
- Calamity Jane (1953, soundtrack)
- Young at Heart (1954, soundtrack met Frank Sinatra)
- Day Dreams (1955, uitgebreide heruitgave van You're My Thrill)
- Love Me or Leave Me (1955, soundtrack)
- Day By Day (1956)
- The Pajama Game (1957, soundtrack)
- Day by Night (1957)
- Hooray for Hollywood (1958, dubbelalbum)
- Cuttin' Capers (1959)
- Listen to Day (1960)
- What Every Girl Should Know (1960)
- Show Time (1960)
- Bright and Shiny (1961)
- I Have Dreamed (1961)
- Duet (1962, met André Previn)
- Billy Roses Jumbo (1962, soundtrack)
- You'll Never Walk Alone (1962)
- Annie Get Your Gun (1963, met Robert Goulet)
- Love Him (1963)
- The Doris Day Christmas Album (1964)
- With a Smile and a Song (1964)
- Latin for Lovers (1965)
- Doris Day's Sentimental Journey (1965)
- The Love Album (opgenomen in 1967, uitgebracht in 1994)
- My Heart (deels opgenomen 1985, uitgebracht in 2011)

### Singles
| Single met eventuele hitnotering(en) in de Nederlandse Top 40 | Datum van verschijnen | Datum van binnenkomst | Hoogste positie | Aantal weken | Opmerkingen |
| ------------------------------------------------------------- | --------------------- | --------------------- | --------------- | ------------ | ----------- |
| Que sera, sera (Whatever Will Be, Will Be)                    | 1956                  | 24-11-1956            | 3               | 29           |             |

### NPO Radio 2 Top 2000
| Nummers met noteringen in de NPO Radio 2 Top 2000 | '99  | '00 | '01  | '02  | '03  | '04  | '05  | '06  | '07  | '08  |
| ------------------------------------------------- | ---- | --- | ---- | ---- | ---- | ---- | ---- | ---- | ---- | ---- |
| A guy is a guy                                    | 1751 | -   | -    | -    | -    | -    | -    | -    | -    | -    |
| Que Sera, Sera                                    | 902  | -   | 1749 | 1611 | 1246 | 1258 | 1449 | 1593 | 1559 | 1476 |

1. ↑  Een '-' betekent dat het nummer niet was genoteerd en een vetgedrukt getal geeft de hoogste notering van een nummer aan.
2. ↑  Deze tabel is bijgewerkt tot en met de meest recente editie (2024).

## Trivia
- De Nederlandse groep Doe Maar verwoordde op het album Doris Day en andere Stukken de verveling die in hun ogen hoorde bij de films van Doris Day.